# Elastine

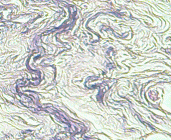
Elastine in het bindweefsel van melkklieren

Elastine is een elastisch proteïne in bindweefsel. Elastine zorgt ervoor dat de verschillende soorten bindweefsels in het lichaam hun oorspronkelijke vorm en grootte terugkrijgen, na uitgerekt, ingedrukt of vervormd te zijn geweest. 

## Elementen
Elastine is voornamelijk opgebouwd uit de hydrofobe aminozuren glycine, valine, alanine en proline, die mobiele hydrofobe gebieden vormen, die worden afgebakend door crosslinks tussen lysine-residuen.

## Plaats in het lichaam
Elastine heeft een belangrijke functie in de vaatwanden van de slagaders en is van wezenlijk belang in de vaatwand van de hartslagader. Ook in het bindweefsel van de longen, de huid en de urineblaas zorgt elastine voor het terugbrengen van de oorspronkelijke grootte en vorm.